# 新妻LOVELY×CATION
《新妻LOVELY×CATION》是AKABEiSOFT2旗下品牌hibiki works在2017年4月28日發售的戀愛冒險類型成人遊戲，CATION系列的第六部作品及最後一部作品。

## 角色
主角
剛出社會一年的社會人士，住在櫻木市，於文具製造公司「イナミ」就職。
栗原愛子（聲優：橘まお）
生日：4月19日，身高：163cm，血型：O型，三圍：B93（G）/W61/H91
負責照顧幼兒的保育士，喜歡小孩擅長做家事。
石動雪（聲優：桃山いおん）
生日：1月12日，身高：159cm，血型：B型，三圍：B72（B）/W57/H84
明稜學院的2年級學生，當地名家的小姐。
成瀬乃乃（成瀬 乃々，聲優：杏花）
生日：9月29日，身高：150cm，血型：A型，三圍：B88（F）/W56/H83
咖啡連鎖店的打工服務生。

## 主題曲
片頭曲
作詞、作曲：西坂恭平，主唱：霜月はるか
栗原愛子片尾曲
作詞、作曲：西坂恭平，主唱：橘まお
石動雪片尾曲「Cocking and Love」
作詞、作曲：西坂恭平，主唱：桃山いおん
成瀬乃乃片尾曲「Sirius」
作詞、作曲：西坂恭平，主唱：杏花

## 企劃活動
hibiki works於2017年3月31日發表VR婚禮活動，由抽選而中玩家參加在6月30日於東京品川區天王洲島的VR婚禮。活動結束後引起很多回響，中國大陸的新浪微博網民也對此企畫活動發表正反兩面不同的評價。

## 評價
《新妻LOVELY×CATION》在2017年度萌系遊戲大賞中獲得話題獎。另外在Getchu.com舉辦的美少女遊戲大賞2017中獲得綜合部門第16名、系統部門第5名、繪圖部門第9名、角色部門石動雪第10名與栗原愛子第13名。

## 外部連結
- 官方網站 （页面存档备份，存于）（日語）